# Apiloscatopse montenegrina
Apiloscatopse montenegrina är en tvåvingeart som först beskrevs av Oswald Duda 1928.  Apiloscatopse montenegrina ingår i släktet Apiloscatopse och familjen dyngmyggor. Inga underarter finns listade i Catalogue of Life.